# Svinhults kyrka
Svinhults kyrka är en kyrkobyggnad i Svinhult i Ydre kommun som tillhör Sund-Svinhults församling i Linköpings stift. Kyrkan är Östergötlands högst belägna kyrka, 

## Historik

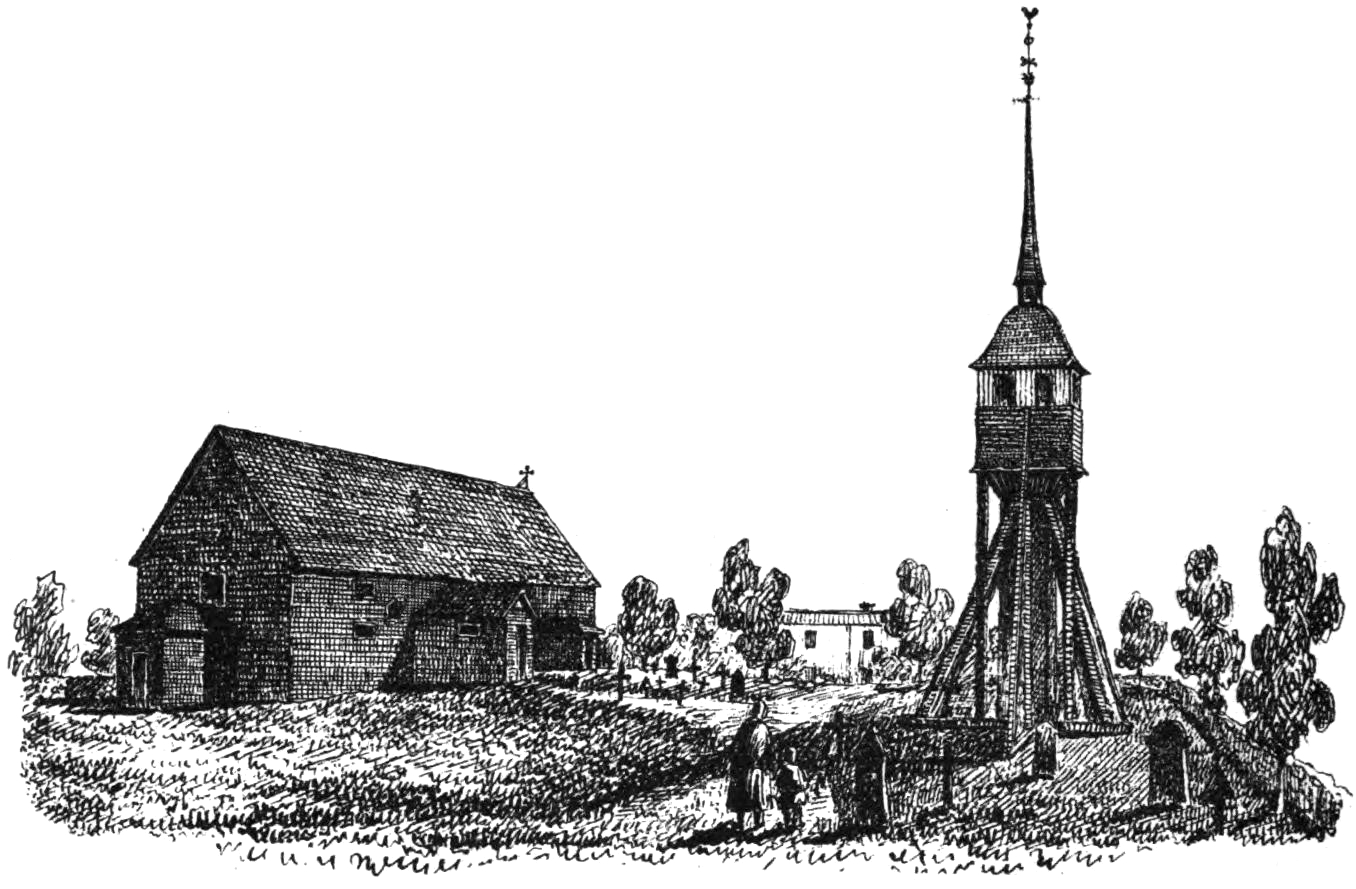
Svinhults gamla träkyrka. Teckning från omkring 1860.

En medeltida träkyrka låg på den gamla kyrkogården, 175 meter sydväst från nuvarande kyrkplats. Gamla kyrkogården är fortfarande i bruk. Där ligger bland annat Helena Ekblom (Predikare-Lena) begravd.

### Nuvarande kyrkobyggnaden
Nuvarande stenkyrka uppfördes 1872–1876 efter ritningar av byggmästare Johan Granqvist. Kyrkan är en förenklad kopia av Hägerstads kyrka och består av ett rektangulärt långhus med rakt kor i öster och torn i väster. Öster om koret finns en utbyggd femsidig sakristia. En varsam renovering genomfördes 1956 under ledning av arkitekt Johannes Dahl i Tranås efter ritningar av arkitekt Erik John i Stockholm.

### Inventarier
I kyrkan finns flera mycket gamla inventarier, bland annat ett rökelsekar, en träskulptur av Jungfru Maria samt ett dopbord. Predikstolen är samtida med nuvarande kyrka. Gamla kyrkans predikstol är från 1755 och delar av denna förvaras på tornvinden.

### Orgel
- 1840 byggde Johannes Magnusson, Lemnhult, en orgel.
- Den nuvarande mekaniska orgeln är byggd av Åkerman & Lund Orgelbyggeri och samtida med nuvarande kyrka. Den restaurerades 1973 av Reinhard Kohlus. Orgeln har ett tonomfång på 54/20.

| Manual              | Pedal   | Koppel     |
| Borduna 16’ B/D     | Bihängd | Man 4'/Man |
| Principal 8’        |         |            |
| Flûte harmonique 8’ |         |            |
| Rörfleut 8’         |         |            |
| Salicional 8'       |         |            |
| Octava 4'           |         |            |
| Echofleut 4'        |         |            |
| Octava 2'           |         |            |
| Cornett 3 ch        |         |            |
| Trumpet 8' B/D      |         |            |